# Bowie (geslacht)
Bowie is een geslacht van spinnen uit de  familie van de Ctenidae (kamspinnen).

## Soorten
- Bowie abdulmajid Jäger, 2022
- Bowie afterall Jäger, 2022
- Bowie aladdinsane Jäger, 2022
- Bowie andamanensis (Gravely, 1931)
- Bowie angigitanus (Roewer, 1938)
- Bowie angularis (Roewer, 1938)
- Bowie argentipes (van Hasselt, 1893)
- Bowie artdecade Jäger, 2022
- Bowie aruanus (Strand, 1911)
- Bowie ashestoashes Jäger, 2022
- Bowie banna (Yao & Li, 2022)
- Bowie bantaengi (Merian, 1911)
- Bowie bayeri (Jäger, 2012)
- Bowie bemywife Jäger, 2022
- Bowie beruang Omelko & Fomichev, 2023
- Bowie bicostatus (Thorell, 1890)
- Bowie bigbrother Jäger, 2022
- Bowie binturong Omelko & Fomichev, 2023
- Bowie blackout Jäger, 2022
- Bowie blackstar Jäger, 2022
- Bowie bluejean Jäger, 2022
- Bowie bomdilaensis (Tikader & Malhotra, 1981)
- Bowie borneo Li & Yao, 2022
- Bowie bowonglangi (Merian, 1911)
- Bowie candidate Jäger, 2022
- Bowie catopuma Omelko & Fomichev, 2024
- Bowie catpeople Jäger, 2022
- Bowie celebensis (Pocock, 1897)
- Bowie ceylonensis (F. O. Pickard-Cambridge, 1897)
- Bowie chinagirl Jäger, 2022
- Bowie cladarus (Jäger, 2012)
- Bowie cochinensis (Gravely, 1931)
- Bowie corniger (F. O. Pickard-Cambridge, 1898)
- Bowie criminalworld Jäger, 2022
- Bowie crystaljapan Jäger, 2022
- Bowie dhole Omelko & Fomichev, 2023
- Bowie diamonddogs Jäger, 2022
- Bowie dodo Jäger, 2022
- Bowie engkilili Li & Yao, 2022
- Bowie fame Jäger, 2022
- Bowie fascination Jäger, 2022
- Bowie fashion Jäger, 2022
- Bowie floweri (F. O. Pickard-Cambridge, 1897)
- Bowie fungifer (Thorell, 1890)
- Bowie giang Logunov, 2024
- Bowie haiphong Yao & Li, 2022
- Bowie heroes Jäger, 2022
- Bowie himalayensis (Gravely, 1931)
- Bowie holthoffi (Jäger, 2012)
- Bowie hosei (F. O. Pickard-Cambridge, 1897)
- Bowie hunkydory Jäger, 2022
- Bowie indicus (Gravely, 1931)
- Bowie javanus (Pocock, 1897)
- Bowie jeangenie Jäger, 2022
- Bowie joethelion Jäger, 2022
- Bowie kapuri (Tikader, 1973)
- Bowie kochi (Simon, 1897)
- Bowie ladystardust Jäger, 2022
- Bowie lazarus Jäger, 2022
- Bowie letsdance Jäger, 2022
- Bowie lishuqiang (Jäger, 2012)
- Bowie lodger Jäger, 2022
- Bowie low Jäger, 2022
- Bowie magicdance Jäger, 2022
- Bowie majortom Jäger, 2022
- Bowie martensi (Jäger, 2012)
- Bowie meghalayaensis (Tikader, 1976)
- Bowie mengla Yao & Li, 2022
- Bowie modernlove Jäger, 2022
- Bowie monaghani (Jäger, 2013)
- Bowie mossgarden Jäger, 2022
- Bowie musang Omelko & Fomichev, 2024
- Bowie narashinhai (Patel & Reddy, 1988)
- Bowie natmataung (Jäger & Minn, 2015)
- Bowie neukoeln Jäger, 2022
- Bowie ninhbinh Li & Yao, 2022
- Bowie palembangensis (Strand, 1906)
- Bowie philippinensis (F. O. Pickard-Cambridge, 1897)
- Bowie pingu (Jäger & Minn, 2015)
- Bowie pulvinatus (Thorell, 1890)
- Bowie ramosus (Thorell, 1887)
- Bowie rebelrebel Jäger, 2022
- Bowie redsails Jäger, 2022
- Bowie ricochet Jäger, 2022
- Bowie right Jäger, 2022
- Bowie robustus (Thorell, 1897)
- Bowie rotundus Wang, Irfan, F. Zhang & Z. S. Zhang, 2024
- Bowie rufisternis (Pocock, 1898)
- Bowie sabah Li & Yao, 2022
- Bowie saci (Ono, 2010)
- Bowie sagittatus (Giltay, 1935)
- Bowie sarawakensis (F. O. Pickard-Cambridge, 1897)
- Bowie scarymonsters Jäger, 2022
- Bowie shakeit Jäger, 2022
- Bowie sikkimensis (Gravely, 1931)
- Bowie simplex (Thorell, 1897)
- Bowie stationtostation Jäger, 2022
- Bowie stay Jäger, 2022
- Bowie subterraneans Jäger, 2022
- Bowie tangalunga Omelko & Fomichev, 2024
- Bowie teenagewildlife Jäger, 2022
- Bowie thenextday Jäger, 2022
- Bowie theodorianum (Jäger, 2012)
- Bowie thiesi Jäger, 2022
- Bowie thorelli (F. O. Pickard-Cambridge, 1897)
- Bowie tonight Jäger, 2022
- Bowie underground Jäger, 2022
- Bowie valvularis (van Hasselt, 1882)
- Bowie vinhphuc Li & Yao, 2022
- Bowie warszawa Jäger, 2022
- Bowie win Jäger, 2022
- Bowie withinyou Jäger, 2022
- Bowie withoutyou Jäger, 2022
- Bowie yaeyamensis (Yoshida, 1998)
- Bowie yassassin Jäger, 2022
- Bowie youngamericans Jäger, 2022
- Bowie yulin (Yao & Li, 2022)
- Bowie zhengi Yao & Li, 2022
- Bowie ziggystardust Jäger, 2022